# Komunistická strana Slovenska (1948–1990)
Komunistická strana Slovenska (zkratka KSS) byla územní organizace Komunistické strany Československa (KSČ) na Slovensku. Vznikla sloučením původní Komunistické strany Slovenska do KSČ v roce 1948, v rámci které existovala až do roku 1990. Tehdy se osamostatnila a přetransformovala do Strany demokratickej ľavice.
V roce 1996 přijal slovenský parlament zákon o nemorálnosti a protiprávnosti komunistického systému. V něm byl československý komunistický režim z let 1948–1989 označen za odsouzeníhodný a Komunistická strana Československa společně s Komunistickou stranou Slovenska označena za organizaci, která nezabránila svým členům a jejich pomocníkům páchat zločiny, a to i na lidských právech a svobodách.

## Historie
V roce 1948 navázala na samostatnou stejnojmennou slovenskou politickou stranu založenou v roce 1939, na rozdíl od ní však již nepředstavovala stranu plně samostatnou, ale oblastní stranu podléhající KSČ.
Nejvyšším orgánem KSS byl sjezd KSS. Ústředním tiskovým orgánem byl deník Pravda. Teoretickým pracovištěm byly Fakulta Vysoké školy politické Ústředního výboru Komunistické strany Československa a Ústav marxismu-leninismu Ústředního výboru Komunistické strany Slovenska v Bratislavě. Významnými prvními tajemníky před Sametovou revolucí byli Alexander Dubček (1963–1968) a Jozef Lenárt (1970–1988).
Dne 28. září 1990 byla Komunistická strana Slovenska zaregistrována jako samostatná politická strana. V průběhu následujících měsíců se pod vedením Petera Weisse přetransformovala v sociálnědemokratickou Stranu demokratickej ľavice.

## Seznam představitelů
- Štefan Bašťovanský, ústřední tajemník (1948)
- Viliam Široký, předseda (do 1953)
- Karol Bacílek, první tajemník (září 1953 – duben 1963)
- Alexander Dubček, první tajemník (duben 1963 – leden 1968)
- Vasil Biľak, první tajemník (leden 1968 – srpen 1968)
- Gustáv Husák, první tajemník (srpen 1968 – květen 1969)
- Štefan Sádovský, první tajemník (květen 1969 – leden 1970)
- Jozef Lenárt, první tajemník (leden 1970 – únor 1988)
- Ignác Janák, první tajemník (duben 1988 – prosinec 1989)
- Peter Weiss, předseda (prosinec 1989 – září 1990)